# Marin Držić
Marin Držić ou Marino Darsa (1508-1567) est considéré comme le plus grand prosateur et dramaturge croate de la république de Raguse.

## Biographie
Né à Dubrovnik, alors la république indépendante de Raguse dans une famille nombreuse, Marin Držić reçoit une éducation religieuse particulièrement peu adéquate à son tempérament rabelaisien, et est ordonné prêtre en 1526. En 1528, il est envoyé à Sienne pour étudier le droit canon. Sa personnalité chaleureuse et extravertie le rend populaire au milieu des autres étudiants, mais il perd peu à peu tout intérêt pour l'étude, et rentre à Dubrovnik en 1543, âgé de 35 ans, après un bref séjour à Vienne. Il mène durant ces années une vie aventureuse, fréquente les hors-la-loi de sa ville natale, voyage à Constantinople et Venise ; il tente même de convaincre les Medicis de l'aider à renverser l'oligarchie au pouvoir dans la République. Marin Držić meurt soudainement à Venise en 1567, et est enterré dans la basilique San Zanipolo, où l'Académie croate des sciences et des arts de Zagreb fit poser en 1972 une plaque en son honneur.
Marin Držić, cadet d’une famille plébéienne de marchands originaire de Kotor, est né à Dubrovnik, vraisemblablement en 1508, dans la maison paternelle proche du Palais des Recteurs. Sa famille, dont la lignée avait perdu au XIVe siècle ses droits de noblesse, descendait d’un fils illégitime. Sa mère Anukla était issue de la famille bourgeoise respectée des Kotruljević. Bien que plébéiens n’ayant pas accès au pouvoir ragusain, les Držić avaient gardé un droit de protection sur l’église de Tous-les-Saints qui passa au clerc Marin, plus tard titulaire de l’église Domino et de celle de Saint-Pierre dans l’île de Koločep. Ainsi qu’au second recteur de la même église, Nikola Gozze, ceci lui apportait les revenus de terres ecclésiastique comme celles de la Dubrovačka Rijeka.
Le premier Držić largement connu, Džore, poète lyrique et promoteur des jeux de scène locaux, était frère du père de Marin, Marin l’Aîné qui succomba avec une centaine d’autres citoyens lors de l’explosion d’un entrepôt de poudre dans le Palais des Recteurs le 8 août 1463. Marin avait un frère, peintre reconnu, Vlaho.
Les premières traces écrites de 1536 concernant les problèmes financiers qui ont accompagné Marin durant toute sa vie, à côté de revenus ecclésiastiques et de la dot de sa mère, fut le procès intenté par les abbesses du couvent de St André où, accusé de dettes, il vivait alors.
Marin Držić, clerc depuis 1526, fut élu par le Sénat organiste de la cathédrale de Dubrovnik en 1538, et la même année, en août lui fut accordée une aide pécuniaire pour aller étudier à l’Université de Sienne en Toscane. En 1541, pour un mandat d’un an, Marin Držić fut élu recteur de faculté, situation qui lui donnait la place de vice- recteur de l’Université de Sienne.
Dans une enquête de 1542 concernant l’interdiction de représentations théâtrales où Marin Držić jouait en tant qu’acteur et peut-être même, comme auteur de la comédie, il fut légèrement mis à l’amende.
Étudiant n’ayant pas terminé ses études mais universellement éduqué, Držić, passant par Ancone en 1543, revient à Dubrovnik au début de 1545 où un document conservé certifie la décision du Sénat de lui confier le poste de secrétaire du Bureau de la Confrérie des Lainiers en remplacement de son frère Vlaho.
Fin de la même annèe, ayant fait la connaissance du comte autrichien Christoph von Rogendorf, il accompagne celui-ci à Vienne comme valet de chambre. Revenant à Dubrovnik en 1546, il voyage de nouveau avec le comte en tant qu’interprète, cette fois à Istanbul.
Après des conflits politiques avec le jeune Buccia, dont le père Miho avait été exilé de Dubrovnik, Marin Držić rentre d’Istanbul à Dubrovnik où, au début de 1547, il fait son rapport devant le Petit Conseil. Ayant en considération les personnes qui apparaissent au cours de ces évènements, on perçoit une tendance politique dans les voyages de Držić.
En 1548 à Dubrovnik, lorsque Držić devint diacre, a commencé l’écriture de ses pièces de théâtre, la comédie Pomet, aujourd’hui disparue, fut représentée par la compagnie du même nom, et ce, sur la place devant le Palais des Recteurs. La même année, le 17 avril, Držić, surnommé « la Loutre » accuse Vlaho Kanjica de l’avoir attaqué et frappé de coups de bâton sur la tête. Après avoir entendu des témoins, l’accusé fut jugé. Pendant le carnaval suivant, en 1549, au même endroit « prid Dvorom », devant le palais des Recteurs, fut jouée la pastorale Tirena mais la représentation fut interrompue par le froid et le vent. Accusé de plagier l’écrivain Vetranović, Držić fut défendu par Mavro Vetranović lui-même.
La première fois en 1550, l’écrivain est mentionné comme prêtre titulaire d’un presbytère. Au mariage de Martolica Zamagna la même année, Držić réjouit la société avec une farce Novela od Stanca.
Pour le mariage de Vlaho Držić en 1551, fut représentée Tirena, remaniée en drame mythologique en vers Vénus et Adonis (récit comment la déesse Vénus brûlant d’amour pour le bel Adonis, comédie mise en vers). Cette pastorale fut imprimée à Venise en 1551 dans un livre, le seul publié de son vivant, « Lyrique amoureuse du Poète Marin Držić réunie à beaucoup d’autres jolies choses » avec Tirena et Novela od Stanca. De ce livre il n’est conservé aucun exemplaire, sauf deux éditions identiques du XVIIe siècle, de 1607 et 1630. Jusque-là, l’œuvre dramatique, critique soutenue par Držić, reste à l’état de manuscrit.
La compagnie Pomet durant le carnaval de 1551, devant le Conseil, représente la comédie Dundo Maroje (l’Oncle Maroje). Une reconnaissance de dettes de cette année prouve que Držić s’est endetté auprès de son ami Marin Šumičić.
Ensuite, en 1552, la compagnie Garzarija, au mariage de Djono Miškin, joue Pjerin (Pierrot) dont on ne possède que des fragments. La même compagnie pour le mariage de Rafo Gozze pendant le carnaval de 1554 représente Džuho Krpeta, année pendant laquelle, en juin, Držić accuse Ivan Dračevica de calomnies.
Vraisemblablement à l’occasion d’une noce, pour « Tripče de Utolče », aussi connue sous le nom de « Manda », ainsi que pour « Arkulin », il n’y a pas de données précises concernant les représentations, et ces œuvres ainsi que Džuho Krpeta ne sont pas conservées en entier.
Déjà en 1553, Držić avait été promu secrétaire de l’Office des Marais Salants, une situation généralement réservée à des prêtres.
La compagnie Njarnjas, selon engagement, au mariage de Sabo Gajčin en 1555 représente la comédie Skup (Rassemblement).*
L’année suivante, en 1556, Držić refuse le même emploi de secrétaire. Au mariage de Vlaho Sorgo, au printemps de la même année, on représente Grižula (ou Plakir). Le gouvernement, à cause de troubles locaux possibles, s’oppose à la représentation de la tragédie Hekuba, qui cependant, sera jouée au début de l’année suivante par la compagnie Bidzaro.
En décembre 1562, Držić s’installe à Venise, et en 1563 il est mentionné comme chapelain de l’archevêque vénitien. Dans la cité sur la lagune il se lie d’amitié avec le riche marchand Pero Primović, après la mort duquel est conservé un témoignage de Držić lors d’une accusation des frères Primović contre les serviteurs de son ami Pero. Držić séjourne brièvement à Dubrovnik cette année-là, où, selon un document concernant le montant de ses revenus, il se trouve en août 1554.
Une tentative de complot en faveur de l’Espagne pour le renversement du pouvoir ragusain, écrite par Držić en 1566 à Florence fut révélée lorsqu’il écrivit cinq lettres au souverain toscan appelé le Grand, le duc Côme Ier de Médicis et à son fils Francesco, mais le complot ne trouva pas leur soutien.
Selon la généalogie de la famille Držić établie en 1603 par un jeune cousin, fils de Vlaho le frère de Marin et son neveu, Jero Držić, Marin mourût à Venise le 2 mai 1567 où il fut enterré dans la fosse commune de la basilique de Saint Jean et Saint Paul.

## Œuvre
L'œuvre de Držić comprend de la poésie lyrique, des pastorales, des lettres politiques, des pamphlets et surtout des comédies, parmi lesquelles Dundo Maroje (1551)
Držić, talentueux amuseur public, « maître de plaisir », était très estimé, ce que prouvent les poésies que lui a dédicacées Antun Sasin, ainsi que les sonnets des poètes Sabo Bobalij et Miho Monaldij; il était un musicien universel et un observateur critique. Il fut accusé de plagiat par des envieux et, après la représentation de Tirena, le poète renommé Mavro Vetranić prit sa défense avec  Pjesanci Marinu Držiću u pomoć (Petites poésies en aide à Marin Držić). L’acuité de ses observations est sans doute la raison pour laquelle il sera l’objet d’attaques verbales dans la rue et que des agressions physiques furent mentionnées. Parce que sa création suivra les principes des drames représentés lors de mariages, Držić sera le magicien du théâtre au temps où s’affirme le théâtre de la Renaissance, quand le public ne se satisfait plus des masques typiques .
Étant donné qu’il est sensible à l’injustice sociale, il s’exprime sans égard pour le rang dans la société. À une époque où les traductions avaient un statut littéraire en elles-mêmes, et où nos plus grands classiques montraient des ressemblances avec les idées d’Angelo Poliziano, les projections de Niccolo Machiavelli et les périphrases de Pétrarque, Držić dépasse l’imitation stéréotypée des modèles antiques de Plaute et Terence ainsi que des auteurs italiens. Bien que limité par les règles conventionnelles des comédies sérieuses et des pastorales, il les réinvente et les adapte toujours aux différentes comédies de Plaute (Pjerin, Skup, Arkulin), ou encore à celles dont l’origine repose sur une nouvelle ( Mande) ; ce sont aussi des comédies particulières (Dundo Maroje, Novela od Stanca ), dans lesquelles il conçoit un theatrum mundi (théâtre du monde), basé sur les oppositions entre Fantasme et Réalité au centre duquel non plus l’Apparence ou l’Irréel, mais l’Humain s’impose. Il organise la vie théâtrale à Dubrovnik et prend part aux préparations des représentations pour, par son talent, atteindre le sommet de l’art théâtral européen de l’époque, comme le fera plus tard Shakespeare dans la littérature anglaise. Selon un manuscrit du XVIIIe siècle de l’écrivain Ivan Matijašević, on ne connaît que quelques fragments des comédies Pjerin, Džuho Krpeta et Arkulin.
La comédie en prose Pomet, avec laquelle Držić entra en scène à Dubrovnik et aujourd’hui disparue, fut représentée par la troupe Pomet « Prid Dvorom » (devant le palais des Recteurs) durant le carnaval de 1548. Comme sa pièce était étroitement liée à la vie réelle, on peut juger que cette comédie contenait des intonations critiques, et que cette œuvre a été la raison de l’agression physique que Držić subit en avril de la même année.
L’églogue Tirena, poème pastoral en cinq actes dans le style de Sienne, pour laquelle Držić sera accusé de plagiat par quelques concitoyens, sera représentée sur la même place devant le palais des Recteurs en février 1549, mais la représentation sera interrompue à cause du vent et du froid. En 1551, elle sera de nouveau jouée à l’occasion du mariage de Vlaho Držić, ainsi que Venere et Adonis (Venus et Adonis) avec une nouvelle dédicace « Svitlomu i Uzvišenomu Vlastelinu Maru Mikulji Pozzi » (« À l’éclairé et altier gentilhomme Maro Mikulja Pozza »). Le premier prologue en 1548 de cette pastorale rimée, composée à l’origine en vers, introduisant une comédie éducative familière, marqué par l’entretien entre Vučeta et Obrad qui dépeint l’honneur de la noblesse et la sagesse de son gouvernement, renforce la vocation et le caractère du poème, indiquant aussi quelle sera la destinée de Ljubimir. Dans le cadre de l’idée platonicienne du Triomphe de l’Amour et de la Beauté, incarné par son antithèse, sera exprimée la relation opposant le monde rural et le monde féerique, complémentarité maniérée du milieu auquel appartiennent les personnages, soit à la mythologie, soit aux bergers. Le naïf Miljenko déclenche le rire, car il se conduit comme il ne sied pas, ce qui d’ailleurs sera plus tard le cas dans un autre situation chez les habitants de l’arrière-pays (Vlah) dans Venere (Venus), ou Grižula dans Plakir, ou encore Tripče dans Dundo Maroje. Tirena était plus complexe qu’une églogue rustique et sera le modèle pour la Dubravka d’Ivan Gundulić au XVIIe siècle.
Novela od Stanca, une courte farce rimée, sera représentée dans le palais de Frano Caboga à l’occasion du mariage de Martolica Hajdinov Džamanjić pendant l’hiver 1550. La rencontre tumultueuse du milieu urbain avec le monde paysan des habitants de l’arrière-pays (Vlah), monde du naïf Stanac, ne fait qu’un avec le contraste entre la jeunesse d’un Dživo Pešica, un vrai comédien en soi, et l’âge mûr : dans l’opposition entre le réel et le fantastique, l’action se déroule au cours d’une nuit de carnaval. Le comique de ce petit drame masque l’angoisse de Držić devant la médiocre compréhension dramatique de son monde à lui, dans un monde totalement à l’envers où Stanac, paysan de l’arrière-pays, est l’auteur de sa propre perte traduite par son dernier cri sur une scène vide.
Pripovijes kako se Venere božica užeže u ljubav ljepoga Adona u komediju stavljena (Récit comment la déesse Venus se meurt assoiffée d’amour pour le bel Adonis, mis en comédie), est une pastorale intimiste représentée en 1551 pendant les festivités de noces du cousin Vlaho Držić, dans laquelle le bienfaiteur sera apostrophé, où alternent d’une nouvelle manière les niveaux scéniques du fantastique et du réel, du féerique et du paysan. L’apologie du vin par l’habitant de l’arrière-pays rural Vukodlak, est présente à l’occasion du mariage, lorsque la fonction de prologue se développera en action principale. Dans les exemples entremêlés se trouve le thème de l’amour du monde pastoral comiquement transposé dans le monde des bergers. À côté de la parole authentique de Vlado et Grubiša, de Kojak et Vukodlak, il y a aussi des chants populaires, des jeux d’esprit et des didascalies de l’auteur.
Pas un seul exemplaire du livre Pjesni ujedno stavlijene s mnozim drugim i lijepim stvarmi (Poésies réunies à beaucoup d’autres belles choses) qui sera édité à Venise en 1551 par son cousin Vlaho Držić n’a été conservé, mais on connait son contenu d’après les nouvelles éditions qui suivront cinquante ans plus tard, le 6 avril 1607, ainsi qu’après la troisième parution de 1630 avec la dédicace « Svojim prijateljom » (« À mon ami »), un petit recueil de poésies érotiques dans le style de Petrarque, à la métrique variée sans individualité marquée, tels des poèmes de circonstance comme les deux dédiés à la « belle ragusaine défunte Fjore Martinova Šumičić », ou encore la « Bénédiction donnée à la sœur », deux poésies élégiaques et moralistes, ainsi qu’une lettre directement adressée au noble Sabo Nikolinov Gondola, des fragments dédicacés de Tirena « Tužba Ljubimira » (Lamentation de Ljubimir), et le dénommé Prologue du berger Obrad avec Pribat, un habitant de l’arrière-pays. Le parnasse ragusain sera évoqué par des détails comiques réalistes ou réels; dans ce livre se trouvent aussi les textes dramatiques en vers, Venus et Novela od Stanca. Il s’agit d’un seul exemplaire inachevé du 6 avril 1607, conservé, ainsi que du manuscrit de l’œuvre de Držić avec une dédicace à Maro Vodopija; dans ce manuscrit en plus d’une nouvelle édition de 1630 non dédicacée, se trouve aussi le premier document local polèmique se défendant d’une accusation en diffamation adressée au « Noble Eclairé et Respecté Sabo Nikolinov ».
Pendant le carnaval de février 1551, la compagnie de comèdiens Pomet monte dans l’hôtel de ville la comèdie « Dundo Maroje », œuvre la plus marquante de Držić, qui, à sa façon est une suite de « Pomet ». Ce sont cinq actes en prose d’une comèdie à plusieurs niveaux dont le dénouement n’est pas conservé, « s ljudima nazbilj » (avec des bons humains), qui ne le sont qu’à première vue et des méchants (« ljudima nahvao »), selon le prologue allégorique du Magicien et le monologue équivalent du sage Tripčet : « certains se conduisent comme des bêtes sauvages, d’autres par contre comme des anges de bonté « et troni ». Après le monde à l’envers du prologue du magicien « Dugi Nos » (Long Nez), Držić taquine ironiquement la noblesse de Dubrovnik et propose une idée machiavellistique de l’inchangeabilité de la nature humaine. A la différence de ceux qui ne changent pas, le sage Pomet fait exception: il est le « roi des gens » parce qu’il comprend, se maîtrise et s’adapte (« akomodava »). Dans sa tirade en latin de cuisine, il célèbre le savoir, la félicité inatteignable (fortuna), sur le chemin de la valeur morale (virtus) que seuls certains sont capables d’atteindre. Selon son opinion que chaque individu peut être maître de son destin grâce à ses capacités, par la force de sa décision et par sa patience, Držić transforme les caractères humains fondamentaux en personnages scéniques dans leur intégralité. Sur le thème de la lutte pour le pouvoir, et par l’argent comme moteur essentiel, il actualise l’hédoniste enjoué Pomet ainsi que par des sentences pleines de bon sens local, mais comme illustration du machiavélisme. Dans la riche diversité des langages et l’originalité des différentes situations, avec l’analyse concrète psychologique et sociale du simple Grubiša et des autres personnages vrais, se compose une remarquable dramarturgie. À travers la vitalité scénique et l’exclusion du théâtre classique, mais encore plus par l’appel à la sensibilité, on voit la dimension philosophique, la remise en question maniériste et l’allusion politique de l’auteur.
La comédie Pjerin n’est qu’en partie conservée, et l’occasion pour laquelle elle sera représentée se trouve mentionnée dans le texte des festivités du mariage de Džono Miškinov de la famille Bona; selon d’autres sources encore, elle aurait été écrite en 1552. Le modèle de cette comédie est selon toute apparence celle de Plaute « Menaechme » dont il a transformé les personnages en jumeaux. Cette pièce contient les allusions typiques et les contrastes maniéristes de Držić en plus de l’expression, clairement manifestée au niveau éthique, du thème de l’injustice.
Tripče de Utolče est une comédie qui, vraisemblablement, aurait été représentée lors d’un mariage, conservée sans introduction et seulement en partie, et dénommée d’après le héros principal, caricature d’un buveur vieillissant, mais aussi d’après Mande, l’épouse rusée. Elle serait construite sur une situation comique simple avec des jeux de scène variés reposant sur des sous-entendus, comme dans les Nouvelles de Boccace. L’action se déroule à Kotor avec des personnages réels, parmi lesquels se trouvent aussi des personnages de la Compagnie de comédiens ragusaine « Gardazarija ». On y trouve les oppositions vieillesse-jeunesse, sottise-intelligence, sans les allusions typiques de Držić, mais avec son antipétrarquisme et son intense couleur locale, comme on le voit dans la conversation entre Pedant et Nadihna. Sur le thème de Boccace mettant en scène la victoire de l’entendement sur la bêtise et celle des capables sur ceux qui ne le sont pas, Držić, une fois encore traite de thèmes moralisateurs.
Džuho Krpeta, pastorale mythologique conservée en partie seulement, aurait été donnée en 1554 au mariage de Rafo Gozze par la compagnie théâtrale Garzdarija. C’est une parodie dans laquelle, à côté d’un plan réaliste, dominent des éléments de féerie et de mythologie. D’un point de vue éthique, cette œuvre est très représentative de la poétique de Držić sur le schéma de l’antithèse : « La paix est une affaire céleste et l’intolérance une affaire de bêtes sauvages », avec des allusions répétées et des double-sens.
Skup, satire en prose, sera représentée au mariage de Sabo Gajčin « Njarnjasi » selon mention du copiste de Držić, Ivan Matijašević qui, la même année 1555 annonce aussi Grižula. Cette comédie inspirée et basée sur des modèles d’Euripide et de l’Aulularia de Plaute, recouvre les problèmes de l’époque et le thème de la déchéance morale; dans le prologue Satyre défend la liberté de création où s’harmonisent des éléments de comédie et de pastorale. Le monologue du sage Dživo opposant la sérénité des gens qui fondent leur jugement sur la mesure, la raison, la sagesse et la pitié, à ceux qui sont agressifs et sournois, est l’élément fondamental de la poétique de Držić. Le thème chez Plaute de l’exécrable avare grincheux, se déroule chez Držić d’après le modèle du milieu ragusain. Dans ses monologues, c’est sur l’idée fixe d’un trésor (tesor) que se fait ce jeu d’opposition. En polémiquant sous une forme comique, efficace et sans pétrarquisme, Držić règle encore une fois ses comptes avec son propre milieu.
Grižula (ou Plakir puisque le titre original n’est pas conservé), est une comédie mythologique pastorale en cinq actes, dans laquelle s’interpellent les mariés et les invités de la noce. Elle fut représentée en 1556 au mariage de Vlaho Sorgo, illustrant le triomphe de l’amour dans l’histoire de trois couples. Držić expliquera clairement le contrepoint avec prééminence de la prose sur les vers: d’un côté des mondes qui s’opposent, ou les langages individualisés du citadin et du paysan (Grižula et Omakala, Dragić et Gruba, Rade et Miona), et de l’autre, cette comédie féerique-mythologique (Cupidon et Diane, Plakir et Vile): « Vive la mascarade ». Dans le prologue de la fée il y a quatre vertus comme vertus platoniciennes. Les récits vivants d’ Omakala sur la vie des petites servantes de Dubrovnik sont eux des détails décrivant des faits.
La comédie instructive avec le personnage d’Arkulin, vieux marchand avare, est sans prologue, mais le début du premier acte est conservé. Ici se retrouvent les modèles de Plaute et des modèles italiens du vieillard enragé d’amour, sans la plénitude créatrice des images vivantes de la riche vie de la Renaissance que l’on trouve dans les autres œuvres de Držić. Ainsi que dans Tripčet, le dénouement de l’intrigue se déroule dans l’esprit d’une plaisanterie de Boccace, et avec la Magicien, comme aussi avec la fonction dramaturgique pleine d’effet de la mise en présence du surnaturel et du réel. Le thème du désir est éteint par les intrigues de la parenté de la jeune fille, en présence d’une série de sous-entendus.
La tragédie Hekube est écrite sous l’influence de la tradition italienne des modèles antiques d’Euripide par Dolce, mais en ligne directe avec l’original grec. Deux copies en sont conservées, la plus vieille étant dénommée « manuscrit de Šibenik ». La troupe Bidzaro présenta cette tragédie littéraire autonome, longtemps attribuée à d’autres auteurs, dont Vetranović, le 29 janvier 1559, vraisemblablement sur la place publique devant le palais des Recteurs et ce, après le refus d’une autorisation pour représenter la pièce du 9 mars 1558. À cause donc d’éventuels troubles de l’ordre public, les autorités se sont d’abord opposées à la représentation de l’œuvre dans laquelle se trouvait pour la première fois sur scène dans deux séries d’alexandrins rimés, le violent discours à la puissante rhétorique de la bouche du souverain, tyran de la réalité communale: par la chute de Troie et le malheureux destin des rois, Držić juge que les raisons d’état ne sont qu’excuses à l’inaction. Dans cette tragédie domine Hekube, autrefois reine, qui après la mort de son fils Polydore et de sa fille Polyxène se lamente, et sa douleur se transformera en colère et vengeance contre l’ambitieux Polymnestor. Le monologue résigné d’Hekube se lamentant et pleurant sans cesse, rappelle la relativité de l’état de fait, et que la perte de la renommée et du pouvoir peuvent toucher tout un chacun.Le personnage du roi Agamemnon exprime la puissance, et comme homme de pouvoir, il est l’antithèse de celui qui est intelligent et sans influence. Dans cette pièce se trouve le message inhabituel, poétiquement exprimé par Držić annonçant son propre départ, comme lorsque Polyxène prend congé de sa mère.
En 1556 à Florence où il arrive en mai de cette même année, Držić tient un tout différent Discours, « poème rebelle de complot » adressé au duc Côme Ier de Medicis, souverain de Toscane et à son fils Francesco, dans lequel il conçoit la défaite de l’oligarchie ragusaine et le partage du pouvoir entre le peuple et la noblesse. La dimension politique et intellectuelle de Držić en la valeur sémantique à double sens des caractères de son théâtre se trouve ici sans quatre lettres découvertes jusqu’à présent, comme l’expression humaniste de sa croyance dans la force des mots, critique directe adressée, de la politique et de la diplomatie de Dubrovnik, qui fâche celui qui ressent l’injustice de la société et veut la corriger.
Držić meurt le 2 mai 1567, trois mois avant son retour prévu, « manifeste de principe légal » qu’il s’était imaginé en janvier de la même année, et qui était dirigé à l’encontre du despotisme de l’aristocratie.